# Paul Morrison (Künstler)
Paul Morrison (* 1966 in Liverpool) ist ein britischer Künstler. 

## Biografie
Paul Morrisson studierte Kunst an der Sheffield City Polytechnic, danach am Goldsmiths College in London. Er schloss sein Studium 1998 als Master of Arts ab. Er lebt und arbeitet im britischen Yorkshire.

## Werk
Sein Hauptwerk bilden monochrome (meist schwarz-weiße) Landschaften und Pflanzendarstellungen als raumfüllende Wandgemälde oder in kleinen Formaten. Er variiert dabei die Darstellung und lässt sich von Comics, botanischen Illustrationen oder Holzschnitten inspirieren. Es gibt auch Metallobjekte und Filme mit jener Thematik.

## Einzelausstellungen (Auswahl)
- 2002: Kunsthalle Nürnberg
- 2007: Bloomberg Space, London
- 2008: Las Vegas Art Museum
- 2013: Black Light, Dirimart, Istanbul
- 2017: Stadtgalerie Saarbrücken